# Szymon (Cakaszwili)
Szymon, nazwisko świeckie Cakaszwili – gruziński duchowny prawosławny, od 2013  biskup Surami i Chaszuri.

## Życiorys
10 listopada 2013 r., na mocy decyzji Świętego Synodu Gruzińskiej Cerkwi Prawosławnej, Szymon został wyświęcony na biskupa Surami i Chaszuri. Chirotonia odbyła się w patriarszej katedrze Sweticchoweli w Mccheta.